# Дуплекс (шахматы)
Ду́плекс (англ. duplex), в шахматной композиции — одна из разновидностей близнецов. В одной и той же позиции как белым, так и чёрным необходимо выполнить одинаковое задание. Вызывает повышенные требования к использованию и белых, и чёрных фигур. Наиболее часто встречается в задачах на кооперативный мат.

## Примеры
|   | a | b | c | d | e | f | g | h |   |
| - | --- | --- | --- | --- | --- | --- | --- | --- | - |
| 8 | c6 чёрная ладья · e6 чёрная пешка · c5 чёрная пешка · e5 чёрная пешка · b4 чёрная пешка · c4 чёрная пешка · d4 чёрный король · e4 чёрная пешка · c3 чёрная пешка · e3 чёрная пешка · c2 белая пешка · e2 белая пешка · g2 белая пешка · e1 белый король · h1 белая ладья | c6 чёрная ладья · e6 чёрная пешка · c5 чёрная пешка · e5 чёрная пешка · b4 чёрная пешка · c4 чёрная пешка · d4 чёрный король · e4 чёрная пешка · c3 чёрная пешка · e3 чёрная пешка · c2 белая пешка · e2 белая пешка · g2 белая пешка · e1 белый король · h1 белая ладья | c6 чёрная ладья · e6 чёрная пешка · c5 чёрная пешка · e5 чёрная пешка · b4 чёрная пешка · c4 чёрная пешка · d4 чёрный король · e4 чёрная пешка · c3 чёрная пешка · e3 чёрная пешка · c2 белая пешка · e2 белая пешка · g2 белая пешка · e1 белый король · h1 белая ладья | c6 чёрная ладья · e6 чёрная пешка · c5 чёрная пешка · e5 чёрная пешка · b4 чёрная пешка · c4 чёрная пешка · d4 чёрный король · e4 чёрная пешка · c3 чёрная пешка · e3 чёрная пешка · c2 белая пешка · e2 белая пешка · g2 белая пешка · e1 белый король · h1 белая ладья | c6 чёрная ладья · e6 чёрная пешка · c5 чёрная пешка · e5 чёрная пешка · b4 чёрная пешка · c4 чёрная пешка · d4 чёрный король · e4 чёрная пешка · c3 чёрная пешка · e3 чёрная пешка · c2 белая пешка · e2 белая пешка · g2 белая пешка · e1 белый король · h1 белая ладья | c6 чёрная ладья · e6 чёрная пешка · c5 чёрная пешка · e5 чёрная пешка · b4 чёрная пешка · c4 чёрная пешка · d4 чёрный король · e4 чёрная пешка · c3 чёрная пешка · e3 чёрная пешка · c2 белая пешка · e2 белая пешка · g2 белая пешка · e1 белый король · h1 белая ладья | c6 чёрная ладья · e6 чёрная пешка · c5 чёрная пешка · e5 чёрная пешка · b4 чёрная пешка · c4 чёрная пешка · d4 чёрный король · e4 чёрная пешка · c3 чёрная пешка · e3 чёрная пешка · c2 белая пешка · e2 белая пешка · g2 белая пешка · e1 белый король · h1 белая ладья | c6 чёрная ладья · e6 чёрная пешка · c5 чёрная пешка · e5 чёрная пешка · b4 чёрная пешка · c4 чёрная пешка · d4 чёрный король · e4 чёрная пешка · c3 чёрная пешка · e3 чёрная пешка · c2 белая пешка · e2 белая пешка · g2 белая пешка · e1 белый король · h1 белая ладья | 8 |
| 7 | c6 чёрная ладья · e6 чёрная пешка · c5 чёрная пешка · e5 чёрная пешка · b4 чёрная пешка · c4 чёрная пешка · d4 чёрный король · e4 чёрная пешка · c3 чёрная пешка · e3 чёрная пешка · c2 белая пешка · e2 белая пешка · g2 белая пешка · e1 белый король · h1 белая ладья | c6 чёрная ладья · e6 чёрная пешка · c5 чёрная пешка · e5 чёрная пешка · b4 чёрная пешка · c4 чёрная пешка · d4 чёрный король · e4 чёрная пешка · c3 чёрная пешка · e3 чёрная пешка · c2 белая пешка · e2 белая пешка · g2 белая пешка · e1 белый король · h1 белая ладья | c6 чёрная ладья · e6 чёрная пешка · c5 чёрная пешка · e5 чёрная пешка · b4 чёрная пешка · c4 чёрная пешка · d4 чёрный король · e4 чёрная пешка · c3 чёрная пешка · e3 чёрная пешка · c2 белая пешка · e2 белая пешка · g2 белая пешка · e1 белый король · h1 белая ладья | c6 чёрная ладья · e6 чёрная пешка · c5 чёрная пешка · e5 чёрная пешка · b4 чёрная пешка · c4 чёрная пешка · d4 чёрный король · e4 чёрная пешка · c3 чёрная пешка · e3 чёрная пешка · c2 белая пешка · e2 белая пешка · g2 белая пешка · e1 белый король · h1 белая ладья | c6 чёрная ладья · e6 чёрная пешка · c5 чёрная пешка · e5 чёрная пешка · b4 чёрная пешка · c4 чёрная пешка · d4 чёрный король · e4 чёрная пешка · c3 чёрная пешка · e3 чёрная пешка · c2 белая пешка · e2 белая пешка · g2 белая пешка · e1 белый король · h1 белая ладья | c6 чёрная ладья · e6 чёрная пешка · c5 чёрная пешка · e5 чёрная пешка · b4 чёрная пешка · c4 чёрная пешка · d4 чёрный король · e4 чёрная пешка · c3 чёрная пешка · e3 чёрная пешка · c2 белая пешка · e2 белая пешка · g2 белая пешка · e1 белый король · h1 белая ладья | c6 чёрная ладья · e6 чёрная пешка · c5 чёрная пешка · e5 чёрная пешка · b4 чёрная пешка · c4 чёрная пешка · d4 чёрный король · e4 чёрная пешка · c3 чёрная пешка · e3 чёрная пешка · c2 белая пешка · e2 белая пешка · g2 белая пешка · e1 белый король · h1 белая ладья | c6 чёрная ладья · e6 чёрная пешка · c5 чёрная пешка · e5 чёрная пешка · b4 чёрная пешка · c4 чёрная пешка · d4 чёрный король · e4 чёрная пешка · c3 чёрная пешка · e3 чёрная пешка · c2 белая пешка · e2 белая пешка · g2 белая пешка · e1 белый король · h1 белая ладья | 7 |
| 6 | c6 чёрная ладья · e6 чёрная пешка · c5 чёрная пешка · e5 чёрная пешка · b4 чёрная пешка · c4 чёрная пешка · d4 чёрный король · e4 чёрная пешка · c3 чёрная пешка · e3 чёрная пешка · c2 белая пешка · e2 белая пешка · g2 белая пешка · e1 белый король · h1 белая ладья | c6 чёрная ладья · e6 чёрная пешка · c5 чёрная пешка · e5 чёрная пешка · b4 чёрная пешка · c4 чёрная пешка · d4 чёрный король · e4 чёрная пешка · c3 чёрная пешка · e3 чёрная пешка · c2 белая пешка · e2 белая пешка · g2 белая пешка · e1 белый король · h1 белая ладья | c6 чёрная ладья · e6 чёрная пешка · c5 чёрная пешка · e5 чёрная пешка · b4 чёрная пешка · c4 чёрная пешка · d4 чёрный король · e4 чёрная пешка · c3 чёрная пешка · e3 чёрная пешка · c2 белая пешка · e2 белая пешка · g2 белая пешка · e1 белый король · h1 белая ладья | c6 чёрная ладья · e6 чёрная пешка · c5 чёрная пешка · e5 чёрная пешка · b4 чёрная пешка · c4 чёрная пешка · d4 чёрный король · e4 чёрная пешка · c3 чёрная пешка · e3 чёрная пешка · c2 белая пешка · e2 белая пешка · g2 белая пешка · e1 белый король · h1 белая ладья | c6 чёрная ладья · e6 чёрная пешка · c5 чёрная пешка · e5 чёрная пешка · b4 чёрная пешка · c4 чёрная пешка · d4 чёрный король · e4 чёрная пешка · c3 чёрная пешка · e3 чёрная пешка · c2 белая пешка · e2 белая пешка · g2 белая пешка · e1 белый король · h1 белая ладья | c6 чёрная ладья · e6 чёрная пешка · c5 чёрная пешка · e5 чёрная пешка · b4 чёрная пешка · c4 чёрная пешка · d4 чёрный король · e4 чёрная пешка · c3 чёрная пешка · e3 чёрная пешка · c2 белая пешка · e2 белая пешка · g2 белая пешка · e1 белый король · h1 белая ладья | c6 чёрная ладья · e6 чёрная пешка · c5 чёрная пешка · e5 чёрная пешка · b4 чёрная пешка · c4 чёрная пешка · d4 чёрный король · e4 чёрная пешка · c3 чёрная пешка · e3 чёрная пешка · c2 белая пешка · e2 белая пешка · g2 белая пешка · e1 белый король · h1 белая ладья | c6 чёрная ладья · e6 чёрная пешка · c5 чёрная пешка · e5 чёрная пешка · b4 чёрная пешка · c4 чёрная пешка · d4 чёрный король · e4 чёрная пешка · c3 чёрная пешка · e3 чёрная пешка · c2 белая пешка · e2 белая пешка · g2 белая пешка · e1 белый король · h1 белая ладья | 6 |
| 5 | c6 чёрная ладья · e6 чёрная пешка · c5 чёрная пешка · e5 чёрная пешка · b4 чёрная пешка · c4 чёрная пешка · d4 чёрный король · e4 чёрная пешка · c3 чёрная пешка · e3 чёрная пешка · c2 белая пешка · e2 белая пешка · g2 белая пешка · e1 белый король · h1 белая ладья | c6 чёрная ладья · e6 чёрная пешка · c5 чёрная пешка · e5 чёрная пешка · b4 чёрная пешка · c4 чёрная пешка · d4 чёрный король · e4 чёрная пешка · c3 чёрная пешка · e3 чёрная пешка · c2 белая пешка · e2 белая пешка · g2 белая пешка · e1 белый король · h1 белая ладья | c6 чёрная ладья · e6 чёрная пешка · c5 чёрная пешка · e5 чёрная пешка · b4 чёрная пешка · c4 чёрная пешка · d4 чёрный король · e4 чёрная пешка · c3 чёрная пешка · e3 чёрная пешка · c2 белая пешка · e2 белая пешка · g2 белая пешка · e1 белый король · h1 белая ладья | c6 чёрная ладья · e6 чёрная пешка · c5 чёрная пешка · e5 чёрная пешка · b4 чёрная пешка · c4 чёрная пешка · d4 чёрный король · e4 чёрная пешка · c3 чёрная пешка · e3 чёрная пешка · c2 белая пешка · e2 белая пешка · g2 белая пешка · e1 белый король · h1 белая ладья | c6 чёрная ладья · e6 чёрная пешка · c5 чёрная пешка · e5 чёрная пешка · b4 чёрная пешка · c4 чёрная пешка · d4 чёрный король · e4 чёрная пешка · c3 чёрная пешка · e3 чёрная пешка · c2 белая пешка · e2 белая пешка · g2 белая пешка · e1 белый король · h1 белая ладья | c6 чёрная ладья · e6 чёрная пешка · c5 чёрная пешка · e5 чёрная пешка · b4 чёрная пешка · c4 чёрная пешка · d4 чёрный король · e4 чёрная пешка · c3 чёрная пешка · e3 чёрная пешка · c2 белая пешка · e2 белая пешка · g2 белая пешка · e1 белый король · h1 белая ладья | c6 чёрная ладья · e6 чёрная пешка · c5 чёрная пешка · e5 чёрная пешка · b4 чёрная пешка · c4 чёрная пешка · d4 чёрный король · e4 чёрная пешка · c3 чёрная пешка · e3 чёрная пешка · c2 белая пешка · e2 белая пешка · g2 белая пешка · e1 белый король · h1 белая ладья | c6 чёрная ладья · e6 чёрная пешка · c5 чёрная пешка · e5 чёрная пешка · b4 чёрная пешка · c4 чёрная пешка · d4 чёрный король · e4 чёрная пешка · c3 чёрная пешка · e3 чёрная пешка · c2 белая пешка · e2 белая пешка · g2 белая пешка · e1 белый король · h1 белая ладья | 5 |
| 4 | c6 чёрная ладья · e6 чёрная пешка · c5 чёрная пешка · e5 чёрная пешка · b4 чёрная пешка · c4 чёрная пешка · d4 чёрный король · e4 чёрная пешка · c3 чёрная пешка · e3 чёрная пешка · c2 белая пешка · e2 белая пешка · g2 белая пешка · e1 белый король · h1 белая ладья | c6 чёрная ладья · e6 чёрная пешка · c5 чёрная пешка · e5 чёрная пешка · b4 чёрная пешка · c4 чёрная пешка · d4 чёрный король · e4 чёрная пешка · c3 чёрная пешка · e3 чёрная пешка · c2 белая пешка · e2 белая пешка · g2 белая пешка · e1 белый король · h1 белая ладья | c6 чёрная ладья · e6 чёрная пешка · c5 чёрная пешка · e5 чёрная пешка · b4 чёрная пешка · c4 чёрная пешка · d4 чёрный король · e4 чёрная пешка · c3 чёрная пешка · e3 чёрная пешка · c2 белая пешка · e2 белая пешка · g2 белая пешка · e1 белый король · h1 белая ладья | c6 чёрная ладья · e6 чёрная пешка · c5 чёрная пешка · e5 чёрная пешка · b4 чёрная пешка · c4 чёрная пешка · d4 чёрный король · e4 чёрная пешка · c3 чёрная пешка · e3 чёрная пешка · c2 белая пешка · e2 белая пешка · g2 белая пешка · e1 белый король · h1 белая ладья | c6 чёрная ладья · e6 чёрная пешка · c5 чёрная пешка · e5 чёрная пешка · b4 чёрная пешка · c4 чёрная пешка · d4 чёрный король · e4 чёрная пешка · c3 чёрная пешка · e3 чёрная пешка · c2 белая пешка · e2 белая пешка · g2 белая пешка · e1 белый король · h1 белая ладья | c6 чёрная ладья · e6 чёрная пешка · c5 чёрная пешка · e5 чёрная пешка · b4 чёрная пешка · c4 чёрная пешка · d4 чёрный король · e4 чёрная пешка · c3 чёрная пешка · e3 чёрная пешка · c2 белая пешка · e2 белая пешка · g2 белая пешка · e1 белый король · h1 белая ладья | c6 чёрная ладья · e6 чёрная пешка · c5 чёрная пешка · e5 чёрная пешка · b4 чёрная пешка · c4 чёрная пешка · d4 чёрный король · e4 чёрная пешка · c3 чёрная пешка · e3 чёрная пешка · c2 белая пешка · e2 белая пешка · g2 белая пешка · e1 белый король · h1 белая ладья | c6 чёрная ладья · e6 чёрная пешка · c5 чёрная пешка · e5 чёрная пешка · b4 чёрная пешка · c4 чёрная пешка · d4 чёрный король · e4 чёрная пешка · c3 чёрная пешка · e3 чёрная пешка · c2 белая пешка · e2 белая пешка · g2 белая пешка · e1 белый король · h1 белая ладья | 4 |
| 3 | c6 чёрная ладья · e6 чёрная пешка · c5 чёрная пешка · e5 чёрная пешка · b4 чёрная пешка · c4 чёрная пешка · d4 чёрный король · e4 чёрная пешка · c3 чёрная пешка · e3 чёрная пешка · c2 белая пешка · e2 белая пешка · g2 белая пешка · e1 белый король · h1 белая ладья | c6 чёрная ладья · e6 чёрная пешка · c5 чёрная пешка · e5 чёрная пешка · b4 чёрная пешка · c4 чёрная пешка · d4 чёрный король · e4 чёрная пешка · c3 чёрная пешка · e3 чёрная пешка · c2 белая пешка · e2 белая пешка · g2 белая пешка · e1 белый король · h1 белая ладья | c6 чёрная ладья · e6 чёрная пешка · c5 чёрная пешка · e5 чёрная пешка · b4 чёрная пешка · c4 чёрная пешка · d4 чёрный король · e4 чёрная пешка · c3 чёрная пешка · e3 чёрная пешка · c2 белая пешка · e2 белая пешка · g2 белая пешка · e1 белый король · h1 белая ладья | c6 чёрная ладья · e6 чёрная пешка · c5 чёрная пешка · e5 чёрная пешка · b4 чёрная пешка · c4 чёрная пешка · d4 чёрный король · e4 чёрная пешка · c3 чёрная пешка · e3 чёрная пешка · c2 белая пешка · e2 белая пешка · g2 белая пешка · e1 белый король · h1 белая ладья | c6 чёрная ладья · e6 чёрная пешка · c5 чёрная пешка · e5 чёрная пешка · b4 чёрная пешка · c4 чёрная пешка · d4 чёрный король · e4 чёрная пешка · c3 чёрная пешка · e3 чёрная пешка · c2 белая пешка · e2 белая пешка · g2 белая пешка · e1 белый король · h1 белая ладья | c6 чёрная ладья · e6 чёрная пешка · c5 чёрная пешка · e5 чёрная пешка · b4 чёрная пешка · c4 чёрная пешка · d4 чёрный король · e4 чёрная пешка · c3 чёрная пешка · e3 чёрная пешка · c2 белая пешка · e2 белая пешка · g2 белая пешка · e1 белый король · h1 белая ладья | c6 чёрная ладья · e6 чёрная пешка · c5 чёрная пешка · e5 чёрная пешка · b4 чёрная пешка · c4 чёрная пешка · d4 чёрный король · e4 чёрная пешка · c3 чёрная пешка · e3 чёрная пешка · c2 белая пешка · e2 белая пешка · g2 белая пешка · e1 белый король · h1 белая ладья | c6 чёрная ладья · e6 чёрная пешка · c5 чёрная пешка · e5 чёрная пешка · b4 чёрная пешка · c4 чёрная пешка · d4 чёрный король · e4 чёрная пешка · c3 чёрная пешка · e3 чёрная пешка · c2 белая пешка · e2 белая пешка · g2 белая пешка · e1 белый король · h1 белая ладья | 3 |
| 2 | c6 чёрная ладья · e6 чёрная пешка · c5 чёрная пешка · e5 чёрная пешка · b4 чёрная пешка · c4 чёрная пешка · d4 чёрный король · e4 чёрная пешка · c3 чёрная пешка · e3 чёрная пешка · c2 белая пешка · e2 белая пешка · g2 белая пешка · e1 белый король · h1 белая ладья | c6 чёрная ладья · e6 чёрная пешка · c5 чёрная пешка · e5 чёрная пешка · b4 чёрная пешка · c4 чёрная пешка · d4 чёрный король · e4 чёрная пешка · c3 чёрная пешка · e3 чёрная пешка · c2 белая пешка · e2 белая пешка · g2 белая пешка · e1 белый король · h1 белая ладья | c6 чёрная ладья · e6 чёрная пешка · c5 чёрная пешка · e5 чёрная пешка · b4 чёрная пешка · c4 чёрная пешка · d4 чёрный король · e4 чёрная пешка · c3 чёрная пешка · e3 чёрная пешка · c2 белая пешка · e2 белая пешка · g2 белая пешка · e1 белый король · h1 белая ладья | c6 чёрная ладья · e6 чёрная пешка · c5 чёрная пешка · e5 чёрная пешка · b4 чёрная пешка · c4 чёрная пешка · d4 чёрный король · e4 чёрная пешка · c3 чёрная пешка · e3 чёрная пешка · c2 белая пешка · e2 белая пешка · g2 белая пешка · e1 белый король · h1 белая ладья | c6 чёрная ладья · e6 чёрная пешка · c5 чёрная пешка · e5 чёрная пешка · b4 чёрная пешка · c4 чёрная пешка · d4 чёрный король · e4 чёрная пешка · c3 чёрная пешка · e3 чёрная пешка · c2 белая пешка · e2 белая пешка · g2 белая пешка · e1 белый король · h1 белая ладья | c6 чёрная ладья · e6 чёрная пешка · c5 чёрная пешка · e5 чёрная пешка · b4 чёрная пешка · c4 чёрная пешка · d4 чёрный король · e4 чёрная пешка · c3 чёрная пешка · e3 чёрная пешка · c2 белая пешка · e2 белая пешка · g2 белая пешка · e1 белый король · h1 белая ладья | c6 чёрная ладья · e6 чёрная пешка · c5 чёрная пешка · e5 чёрная пешка · b4 чёрная пешка · c4 чёрная пешка · d4 чёрный король · e4 чёрная пешка · c3 чёрная пешка · e3 чёрная пешка · c2 белая пешка · e2 белая пешка · g2 белая пешка · e1 белый король · h1 белая ладья | c6 чёрная ладья · e6 чёрная пешка · c5 чёрная пешка · e5 чёрная пешка · b4 чёрная пешка · c4 чёрная пешка · d4 чёрный король · e4 чёрная пешка · c3 чёрная пешка · e3 чёрная пешка · c2 белая пешка · e2 белая пешка · g2 белая пешка · e1 белый король · h1 белая ладья | 2 |
| 1 | c6 чёрная ладья · e6 чёрная пешка · c5 чёрная пешка · e5 чёрная пешка · b4 чёрная пешка · c4 чёрная пешка · d4 чёрный король · e4 чёрная пешка · c3 чёрная пешка · e3 чёрная пешка · c2 белая пешка · e2 белая пешка · g2 белая пешка · e1 белый король · h1 белая ладья | c6 чёрная ладья · e6 чёрная пешка · c5 чёрная пешка · e5 чёрная пешка · b4 чёрная пешка · c4 чёрная пешка · d4 чёрный король · e4 чёрная пешка · c3 чёрная пешка · e3 чёрная пешка · c2 белая пешка · e2 белая пешка · g2 белая пешка · e1 белый король · h1 белая ладья | c6 чёрная ладья · e6 чёрная пешка · c5 чёрная пешка · e5 чёрная пешка · b4 чёрная пешка · c4 чёрная пешка · d4 чёрный король · e4 чёрная пешка · c3 чёрная пешка · e3 чёрная пешка · c2 белая пешка · e2 белая пешка · g2 белая пешка · e1 белый король · h1 белая ладья | c6 чёрная ладья · e6 чёрная пешка · c5 чёрная пешка · e5 чёрная пешка · b4 чёрная пешка · c4 чёрная пешка · d4 чёрный король · e4 чёрная пешка · c3 чёрная пешка · e3 чёрная пешка · c2 белая пешка · e2 белая пешка · g2 белая пешка · e1 белый король · h1 белая ладья | c6 чёрная ладья · e6 чёрная пешка · c5 чёрная пешка · e5 чёрная пешка · b4 чёрная пешка · c4 чёрная пешка · d4 чёрный король · e4 чёрная пешка · c3 чёрная пешка · e3 чёрная пешка · c2 белая пешка · e2 белая пешка · g2 белая пешка · e1 белый король · h1 белая ладья | c6 чёрная ладья · e6 чёрная пешка · c5 чёрная пешка · e5 чёрная пешка · b4 чёрная пешка · c4 чёрная пешка · d4 чёрный король · e4 чёрная пешка · c3 чёрная пешка · e3 чёрная пешка · c2 белая пешка · e2 белая пешка · g2 белая пешка · e1 белый король · h1 белая ладья | c6 чёрная ладья · e6 чёрная пешка · c5 чёрная пешка · e5 чёрная пешка · b4 чёрная пешка · c4 чёрная пешка · d4 чёрный король · e4 чёрная пешка · c3 чёрная пешка · e3 чёрная пешка · c2 белая пешка · e2 белая пешка · g2 белая пешка · e1 белый король · h1 белая ладья | c6 чёрная ладья · e6 чёрная пешка · c5 чёрная пешка · e5 чёрная пешка · b4 чёрная пешка · c4 чёрная пешка · d4 чёрный король · e4 чёрная пешка · c3 чёрная пешка · e3 чёрная пешка · c2 белая пешка · e2 белая пешка · g2 белая пешка · e1 белый король · h1 белая ладья | 1 |
|   | a | b | c | d | e | f | g | h |   |

Белые начинают и объявляют мат в два хода:

1.0-0 с неизбежным 2.Лd1#.
Чёрные начинают и объявляют мат в два хода:

1.Лa6 и белые не могут избежать 2.Ла1#, так как либо их король, либо ладья двигались на предыдущем ходе, и рокировка уже невозможна.
|   | a | b | c | d | e | f | g | h |   |
| - | --- | --- | --- | --- | --- | --- | --- | --- | - |
| 8 | c8 белый король · d8 белый ферзь · g8 чёрная ладья · h8 чёрный король · d7 белая пешка · f6 чёрный конь | c8 белый король · d8 белый ферзь · g8 чёрная ладья · h8 чёрный король · d7 белая пешка · f6 чёрный конь | c8 белый король · d8 белый ферзь · g8 чёрная ладья · h8 чёрный король · d7 белая пешка · f6 чёрный конь | c8 белый король · d8 белый ферзь · g8 чёрная ладья · h8 чёрный король · d7 белая пешка · f6 чёрный конь | c8 белый король · d8 белый ферзь · g8 чёрная ладья · h8 чёрный король · d7 белая пешка · f6 чёрный конь | c8 белый король · d8 белый ферзь · g8 чёрная ладья · h8 чёрный король · d7 белая пешка · f6 чёрный конь | c8 белый король · d8 белый ферзь · g8 чёрная ладья · h8 чёрный король · d7 белая пешка · f6 чёрный конь | c8 белый король · d8 белый ферзь · g8 чёрная ладья · h8 чёрный король · d7 белая пешка · f6 чёрный конь | 8 |
| 7 | c8 белый король · d8 белый ферзь · g8 чёрная ладья · h8 чёрный король · d7 белая пешка · f6 чёрный конь | c8 белый король · d8 белый ферзь · g8 чёрная ладья · h8 чёрный король · d7 белая пешка · f6 чёрный конь | c8 белый король · d8 белый ферзь · g8 чёрная ладья · h8 чёрный король · d7 белая пешка · f6 чёрный конь | c8 белый король · d8 белый ферзь · g8 чёрная ладья · h8 чёрный король · d7 белая пешка · f6 чёрный конь | c8 белый король · d8 белый ферзь · g8 чёрная ладья · h8 чёрный король · d7 белая пешка · f6 чёрный конь | c8 белый король · d8 белый ферзь · g8 чёрная ладья · h8 чёрный король · d7 белая пешка · f6 чёрный конь | c8 белый король · d8 белый ферзь · g8 чёрная ладья · h8 чёрный король · d7 белая пешка · f6 чёрный конь | c8 белый король · d8 белый ферзь · g8 чёрная ладья · h8 чёрный король · d7 белая пешка · f6 чёрный конь | 7 |
| 6 | c8 белый король · d8 белый ферзь · g8 чёрная ладья · h8 чёрный король · d7 белая пешка · f6 чёрный конь | c8 белый король · d8 белый ферзь · g8 чёрная ладья · h8 чёрный король · d7 белая пешка · f6 чёрный конь | c8 белый король · d8 белый ферзь · g8 чёрная ладья · h8 чёрный король · d7 белая пешка · f6 чёрный конь | c8 белый король · d8 белый ферзь · g8 чёрная ладья · h8 чёрный король · d7 белая пешка · f6 чёрный конь | c8 белый король · d8 белый ферзь · g8 чёрная ладья · h8 чёрный король · d7 белая пешка · f6 чёрный конь | c8 белый король · d8 белый ферзь · g8 чёрная ладья · h8 чёрный король · d7 белая пешка · f6 чёрный конь | c8 белый король · d8 белый ферзь · g8 чёрная ладья · h8 чёрный король · d7 белая пешка · f6 чёрный конь | c8 белый король · d8 белый ферзь · g8 чёрная ладья · h8 чёрный король · d7 белая пешка · f6 чёрный конь | 6 |
| 5 | c8 белый король · d8 белый ферзь · g8 чёрная ладья · h8 чёрный король · d7 белая пешка · f6 чёрный конь | c8 белый король · d8 белый ферзь · g8 чёрная ладья · h8 чёрный король · d7 белая пешка · f6 чёрный конь | c8 белый король · d8 белый ферзь · g8 чёрная ладья · h8 чёрный король · d7 белая пешка · f6 чёрный конь | c8 белый король · d8 белый ферзь · g8 чёрная ладья · h8 чёрный король · d7 белая пешка · f6 чёрный конь | c8 белый король · d8 белый ферзь · g8 чёрная ладья · h8 чёрный король · d7 белая пешка · f6 чёрный конь | c8 белый король · d8 белый ферзь · g8 чёрная ладья · h8 чёрный король · d7 белая пешка · f6 чёрный конь | c8 белый король · d8 белый ферзь · g8 чёрная ладья · h8 чёрный король · d7 белая пешка · f6 чёрный конь | c8 белый король · d8 белый ферзь · g8 чёрная ладья · h8 чёрный король · d7 белая пешка · f6 чёрный конь | 5 |
| 4 | c8 белый король · d8 белый ферзь · g8 чёрная ладья · h8 чёрный король · d7 белая пешка · f6 чёрный конь | c8 белый король · d8 белый ферзь · g8 чёрная ладья · h8 чёрный король · d7 белая пешка · f6 чёрный конь | c8 белый король · d8 белый ферзь · g8 чёрная ладья · h8 чёрный король · d7 белая пешка · f6 чёрный конь | c8 белый король · d8 белый ферзь · g8 чёрная ладья · h8 чёрный король · d7 белая пешка · f6 чёрный конь | c8 белый король · d8 белый ферзь · g8 чёрная ладья · h8 чёрный король · d7 белая пешка · f6 чёрный конь | c8 белый король · d8 белый ферзь · g8 чёрная ладья · h8 чёрный король · d7 белая пешка · f6 чёрный конь | c8 белый король · d8 белый ферзь · g8 чёрная ладья · h8 чёрный король · d7 белая пешка · f6 чёрный конь | c8 белый король · d8 белый ферзь · g8 чёрная ладья · h8 чёрный король · d7 белая пешка · f6 чёрный конь | 4 |
| 3 | c8 белый король · d8 белый ферзь · g8 чёрная ладья · h8 чёрный король · d7 белая пешка · f6 чёрный конь | c8 белый король · d8 белый ферзь · g8 чёрная ладья · h8 чёрный король · d7 белая пешка · f6 чёрный конь | c8 белый король · d8 белый ферзь · g8 чёрная ладья · h8 чёрный король · d7 белая пешка · f6 чёрный конь | c8 белый король · d8 белый ферзь · g8 чёрная ладья · h8 чёрный король · d7 белая пешка · f6 чёрный конь | c8 белый король · d8 белый ферзь · g8 чёрная ладья · h8 чёрный король · d7 белая пешка · f6 чёрный конь | c8 белый король · d8 белый ферзь · g8 чёрная ладья · h8 чёрный король · d7 белая пешка · f6 чёрный конь | c8 белый король · d8 белый ферзь · g8 чёрная ладья · h8 чёрный король · d7 белая пешка · f6 чёрный конь | c8 белый король · d8 белый ферзь · g8 чёрная ладья · h8 чёрный король · d7 белая пешка · f6 чёрный конь | 3 |
| 2 | c8 белый король · d8 белый ферзь · g8 чёрная ладья · h8 чёрный король · d7 белая пешка · f6 чёрный конь | c8 белый король · d8 белый ферзь · g8 чёрная ладья · h8 чёрный король · d7 белая пешка · f6 чёрный конь | c8 белый король · d8 белый ферзь · g8 чёрная ладья · h8 чёрный король · d7 белая пешка · f6 чёрный конь | c8 белый король · d8 белый ферзь · g8 чёрная ладья · h8 чёрный король · d7 белая пешка · f6 чёрный конь | c8 белый король · d8 белый ферзь · g8 чёрная ладья · h8 чёрный король · d7 белая пешка · f6 чёрный конь | c8 белый король · d8 белый ферзь · g8 чёрная ладья · h8 чёрный король · d7 белая пешка · f6 чёрный конь | c8 белый король · d8 белый ферзь · g8 чёрная ладья · h8 чёрный король · d7 белая пешка · f6 чёрный конь | c8 белый король · d8 белый ферзь · g8 чёрная ладья · h8 чёрный король · d7 белая пешка · f6 чёрный конь | 2 |
| 1 | c8 белый король · d8 белый ферзь · g8 чёрная ладья · h8 чёрный король · d7 белая пешка · f6 чёрный конь | c8 белый король · d8 белый ферзь · g8 чёрная ладья · h8 чёрный король · d7 белая пешка · f6 чёрный конь | c8 белый король · d8 белый ферзь · g8 чёрная ладья · h8 чёрный король · d7 белая пешка · f6 чёрный конь | c8 белый король · d8 белый ферзь · g8 чёрная ладья · h8 чёрный король · d7 белая пешка · f6 чёрный конь | c8 белый король · d8 белый ферзь · g8 чёрная ладья · h8 чёрный король · d7 белая пешка · f6 чёрный конь | c8 белый король · d8 белый ферзь · g8 чёрная ладья · h8 чёрный король · d7 белая пешка · f6 чёрный конь | c8 белый король · d8 белый ферзь · g8 чёрная ладья · h8 чёрный король · d7 белая пешка · f6 чёрный конь | c8 белый король · d8 белый ферзь · g8 чёрная ладья · h8 чёрный король · d7 белая пешка · f6 чёрный конь | 1 |
|   | a | b | c | d | e | f | g | h |   |

Задание: кооперативный мат в 2 хода с иллюзорной игрой.
Кооперативный мат чёрным.

Иллюзорная игра:

1...Фf8 2.Ke8 Фh6#.

Решение:

1.Ле8 deФ+ 2.Kg8 Ф:g8#.
Кооперативный мат белым.

Иллюзорная игра:

1...Ke8 2.Фс7 Kd6#.

Решение:

1.Фf8 Kd5 2.Kpd8 Л:f8#.